# Saint-Basile-le-Grand
Pour les articles homonymes, voir Saint-Basile.
Saint-Basile-le-Grand est une ville du Québec, située dans la municipalité régionale de comté de La Vallée-du-Richelieu, dans la région administrative de la Montérégie. Elle est nommée en l'honneur de Basile le Grand, évêque de Césarée et docteur de l'Église. Elle tire aussi son nom d’un pionnier, Basile Daigneault (1830-1901), premier maire de la ville (1871-1872). Elle aurait aussi pu se nommer « Versailles-sur-Richelieu ». Le cœur du village est au milieu des terres, très près du nouveau mode de communication et de transport : le chemin de fer.

## Histoire
Le 15 juin 1871, Saint-Basile-le-Grand devient une entité municipale. Le 12 mai 1969, la municipalité obtient son statut de ville et son territoire, dont la majorité est toujours à vocation agricole, occupe une superficie de 34,82 km2 entre la rivière Richelieu et le mont Saint-Bruno.
Le 23 août 1988, la ville subit l'incendie d'origine criminelle d'un entrepôt de BPC.
Depuis plusieurs années déjà, les grandbasilois et les grandebasiloises peuvent profiter du train de banlieue. La gare située au coin du boulevard du Millénaire et du boulevard Sir-Wilfrid-Laurier (route 116) a également mené, en 2004, à la construction d'un petit centre commercial nommé « Place de la gare ». Cette construction est aujourd'hui, en 2015, composée en partie d'un IGA, d'un McDonald's, d'une station-service, d'un dentiste, d'une animalerie, d'un Sushi Shop, d'une SAQ, d'une Caisse Desjardins.
La giga usine de batteries Northvolt Six est en construction sur un terrain de Saint-Basile-le-Grand (partagé avec sa voisine McMasterville).

### L'église
L'église fut terminée au début de janvier 1877, après un peu moins d'une année de travaux. L'église fut construite sur un terrain donné par Basile Daigneault.
Voici une citation de M. Moreau qui s’était rendu à la maison en pierre de Basile Daigneault pour y tenir son assemblée: 

« Construite [la maison] sur le terrain ayant pour voisin des deux côtés monsieur Basile Daigneault, sur le rang des Vingt-Quatre, /…/, il a été constaté que la majorité des habitants francs tenanciers voulaient en faire l’achat. En conséquence, l’assemblée, considérant que monsieur Basile Daigneault, propriétaire du terrain sur lequel se trouve ladite maison, terrain qu’il a offert gratis au député de monseigneur de Montréal pour y bâtir l’église, presbytère et autres dépendances de ladite paroisse, sans y comprendre, toutefois, ladite maison en pierre qui y est construite, demande à vendre ladite maison, avant de passer les contrats dudit terrain, afin que, plus tard, elle serve de presbytère. »

### Le "Bunker"
Saint-Basile-le-Grand a aussi sa place de choix dans l'histoire du crime organisé. En effet, une place fortifiée y a été érigée dans les années 1990, au 28 rue Alvarès. La propriété appartenait à un club-satellite des Hells Angels, les Evil Ones. Celle-ci a été dans la mire de la municipalité au début des années 2000, lorsqu'un règlement interdisant les fortifications (vitres pare-balles, maximum de caméras extérieures et limitation de la hauteur des clôtures) fut adopté par le conseil de ville.
Le bunker sera finalement saisi lors de la rafle de l'Opération Sud en février 2004 pour finalement être détruit en janvier 2006.

## Endroit pour les jeunes
En 2021, il y a eu la construction d'un nouveau skatepark à Saint-Basile, ayant coûté 595 037,98$, qui remplacerait celui construit en 1998.
En juin 2022, Saint-Basile-le-Grand a profité de son nouveau planchodrome pour accueillir le premier Festi-Planche, une compétition amatrice de planche à roulette.

## Géographie
La rivière Richelieu délimite l'est de la municipalité en coulant vers le nord-est.

## Démographie
| 1986  | 1991   | 1996   | 2001   | 2006   | 2011   | 2016   | 2021   |
| ----- | ------ | ------ | ------ | ------ | ------ | ------ | ------ |
| 8 850 | 10 127 | 11 771 | 12 385 | 15 605 | 16 736 | 17 059 | 17 053 |

## Administration
Les élections municipales se font en bloc et suivant un découpage de six districts.
| Saint-Basile-le-Grand Maires depuis 2001                                                                             |                    |                                                                                  |          |
| Élection | Maire              | Qualité                                                                          | Résultat |
| 2001 | Bernard Gagnon     |                                                                                  | Voir     |
| 2005 | Michel Carrières   |                                                                                  | Voir     |
| 2009 | Bernard Gagnon (2) |                                                                                  | Voir     |
| 2013 | Bernard Gagnon (2) | Voir                                                                             |          |
| 2017 | Yves Lessard       | Conseiller municipal (2001-2004) Député bloquiste de Chambly—Borduas (2004-2011) | Voir     |
| 2021 | Yves Lessard       | Conseiller municipal (2001-2004) Député bloquiste de Chambly—Borduas (2004-2011) | Voir     |
| Élection partielle en italique Depuis 2005, les élections sont simultanées dans toutes les municipalités québécoises |                    |                                                                                  |          |